# 高野三三男

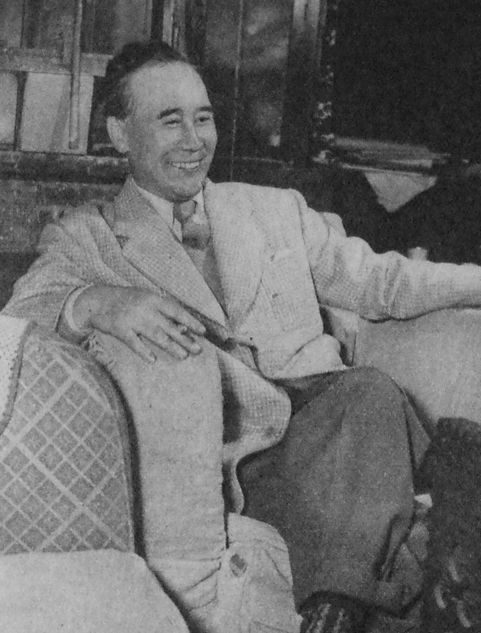
1952年

高野 三三男（こうの みさお、1900年3月30日 - 1979年8月15日）は、東京府東京市深川区（現・江東区）出身のフランスと日本で活躍したアール・デコ様式の画家。パリのモンパルナスで活躍したエコール・ド・パリに括られる。
府立一中を経て東京高等商船学校（現・東京海洋大学）を中退後、1921年本郷洋画研究所に入所し、岡田三郎助に師事する。翌年の1922年に東京美術学校（現・東京藝術大学）洋画科に入学する。1924年関東大震災による復興の騒ぎで落ち着いて絵画の制作が出来ないことから同級生の岡田謙三や高崎剛、後に妻となる岡上りうらと共に渡仏する。
渡仏後は、個展の開催やサロン・デ・ザンデパンダン、サロン・ドートンヌ、サロン・デ・ナショナルなどの展覧会に出品し、フランス画壇に認められるようになる。女性の寝室を描いた絵画（ブドワール・ピクチャー）やコロンビーヌやアルルカンといったイタリア喜劇のモチーフを得意とし、1930年フランス政府に買い上げられた《仮面舞踏会の夜》も同様のモチーフと思われる。
1940年藤田嗣治とともに帰国。帰国後一水会の会員として、毎年作品を出品し、中心的存在になる。その他にも文展、日展等の審査員を歴任し、1954年には現代日本美術展で大衆賞を受賞する。1979年肺血腫のため、品川の病院にて没する。
娘はピアニストの高野耀子。

## 主な作品
- 「仮装した薩摩婦人像」（1929年）（東京海上日動火災保険株式会社）　※仏蘭西日本美術家協会展（パリ１回展）出品作品
- 「狐と伴った女性」（1932-1933年）（個人）　※第44回サロン・デ・ザンデパンダン出品作品
- 「うつ伏せる裸婦」（1934年）（プラハ国立美術館）
- 「花のある裸婦」（1934年頃）（プラハ国立美術館）
- 「ヴァイオリンのある静物（コンポジション）」（1937年頃）（目黒区美術館）
- 「衡陽占領」（1945年）（東京国立近代美術館）
- 「レキエ婦人」（1948年）（ひろしま美術館）
- 「裸婦」（1974年）（佐久市立近代美術館）
- 「帽子の女」（年代不詳）（下関市美術館）

## 婦人画報
婦人画報の表紙絵を担当、映画女優の肖像画を得意とした。宮沢賢治が婦人画報に自分の作品に挿絵を描いていた時代と、ほぼ平行する。

## 出演番組
- 絵画教室（NHK教育）